# Melochia canescens
Melochia canescens är en malvaväxtart som beskrevs av C.L. Cristóbal. Melochia canescens ingår i släktet Melochia och familjen malvaväxter. Inga underarter finns listade i Catalogue of Life.